# Para sił
Para sił w mechanice bryły sztywnej jest to układ dwóch sił przyłożonych do danego ciała, równych sobie co do wartości i przeciwnie skierowanych, ale zaczepionych w różnych punktach tego ciała. Siła wypadkowa pary jest równa zeru, dlatego przyłożenie do ciała pary sił nie zmienia jego całkowitego pędu. Para sił może natomiast posiadać nieznikający wypadkowy moment siły (dzieje się tak, jeżeli siły pary nie działają wzdłuż tej samej prostej), wpływa więc na ruch obrotowy bryły.
Własnością pary sił jest, że wypadkowy moment siły względem dowolnego punktu leżącego w płaszczyźnie ich działania jest jednakowy i równy iloczynowi wektorowemu jednej z sił przez wektor przesunięcia pomiędzy punktami ich zaczepienia. Wartość momentu pary sił można też wyliczyć jako iloczyn wartości siły i odległości pomiędzy ich liniami działania, zwanej ramieniem pary.
W praktyce para sił występuje wszędzie tam, gdzie mamy do czynienia z bryłą sztywną zamocowaną w jednym punkcie, lub wzdłuż osi. Przyłożenie siły do dowolnego punktu bryły powoduje pojawienie się w punkcie zamocowania siły reakcji więzów, tworzącej wraz z przyłożoną klasyczną parę sił.